# NGC 3433
NGC 3433 este o galaxie spirală situată în constelația Leul. A fost descoperită în 1784 de către William Herschel. Se află la o distanță de 39,7 de megaparseci de Pământ.